# Cayetano (Vorname)
Cayetano ist die spanische Form des männlichen Vornamens Gaetano; zu Herkunft und Bedeutung siehe dort. Die deutsche Form ist Cajetan.

## Namensträger
- Cayetano Alberto de la Barrera (1815–1872), spanischer Bibliograf, Romanist und Literaturwissenschaftler
- Cayetano Biondo (Cayetano Amadeo Biondo; 1902–1986), argentinischer Theater- und Filmschauspieler
- Cayetano Bonnín (* 1990), dominikanisch-spanischer Fußballspieler
- Cayetano Carreño (1774–1836), venezolanischer Komponist
- Cayetano Cornet (* 1963), spanischer Sprinter
- Marco Claudio Cayetano "Sky" Neven du Mont (* 1947), deutscher Schauspieler
- Cayetano Martínez de Irujo (* 1963), spanischer Springreiter
- Cayetano Córdova Iturburu (1899–1977), argentinischer Journalist, Kunstkritiker und Schriftsteller
- Cayetano Paderanga, Jr. (1948–2016), philippinischer Wirtschaftswissenschaftler, Bankmanager und Politiker
- Cayetano Ré (1938–2013), paraguayischer Fußballspieler und -trainer
- Cayetano Enríquez de Salamanca (1936–2006), spanischer Autor und Verleger
- Cayetano Sarmiento (* 1987), kolumbianischer Radrennfahrer
- Cayetano Saporiti (1887–1954), uruguayischer Fußballspieler
- Cayetano Valdés (1767–1835), spanischer Marineoffizier und Politiker